# Кулен-Вендорф
Кулен-Вендорф (њем. Kuhlen-Wendorf) општина је у њемачкој савезној држави Мекленбург-Западна Померанија. Једно је од 76 општинских средишта округа Пархим. Према процјени из 2010. у општини је живјело 941 становника. Посједује регионалну шифру (AGS) 13060097.

## Географски и демографски подаци
Кулен-Вендорф се налази у савезној држави Мекленбург-Западна Померанија у округу Пархим. Општина се налази на надморској висини од 50 метара. Површина општине износи 49,6 km². У самом мјесту је, према процјени из 2010. године, живјело 941 становника. Просјечна густина становништва износи 19 становника/km².